# UD Las Palmas
Unión Deportiva Las Palmas, thường được gọi là Las Palmas, là một câu lạc bộ bóng đá chuyên nghiệp có trụ sở tại Las Palmas de Gran Canaria, Quần đảo Canary, Tây Ban Nha. Câu lạc bộ thi đấu ở La Liga, giải đấu hàng đầu trong hệ thống các giải bóng đá Tây Ban Nha. Có biệt danh là Los Amarillos, câu lạc bộ được thành lập vào ngày 22 tháng 8 năm 1949 là kết quả của sự hợp nhất giữa năm câu lạc bộ ở vùng Canary. Câu lạc bộ ban đầu thi đấu ở Sân vận động Insular trước khi tổ chức các trận đấu trên sân nhà tại Gran Canaria vào năm 2003.
Las Palmas đã 4 lần vô địch Segunda División vào các năm 1953–54, 1963–64, 1984–85 và 1999–00, đồng thời đã vô địch Segunda División B hai lần vào các năm 1992–93 và 1995–96. Họ đã từng là á quân ở La Liga một lần vào năm 1968–69 và á quân ở Copa del Rey vào năm 1977–78. Las Palmas là đội duy nhất của bóng đá Tây Ban Nha liên tiếp thăng hạng lên La Liga trong hai mùa giải đầu tiên. Họ đã có 19 năm thi đấu, kết thúc vào năm 1982–83 và đã được thăng hạng lên La Liga thêm bốn lần kể từ thời điểm đó, đạt được điều đó gần đây nhất là vào năm 2023.
Kể từ khi thành lập, câu lạc bộ đã thi đấu với trang phục màu vàng và xanh lam là màu chính và màu phụ. Họ có sự cạnh tranh gay gắt với đội bóng Tenerife ở hòn đảo lân cận, mà họ tranh tài trong trận derby Quần đảo Canary. Hai câu lạc bộ này là một trong những câu lạc bộ bóng đá chuyên nghiệp bị cô lập nhất ở châu Âu kể từ khi họ chơi các trận sân khách trên đất liền Tây Ban Nha xa xôi.

## Cầu thủ

### Đội hình hiện tại
Tính đến ngày 2/9/2024.
Ghi chú: Quốc kỳ chỉ đội tuyển quốc gia được xác định rõ trong điều lệ tư cách FIFA. Các cầu thủ có thể giữ hơn một quốc tịch ngoài FIFA.
| Số | VT | Quốc gia    | Cầu thủ          |
| -- | -- | ----------- | ---------------- |
| 1  | TM | Hà Lan      | Jasper Cillessen |
| 2  | HV | Tây Ban Nha | Marvin Park      |
| 3  | HV | Tây Ban Nha | Mika Mármol      |
| 4  | HV | Tây Ban Nha | Álex Suárez      |
| 5  | TV | Tây Ban Nha | Javi Muñoz       |
| 6  | TV | Tây Ban Nha | Fabio González   |
| 7  | TĐ | Tây Ban Nha | Pejiño           |
| 8  | TV | Tây Ban Nha | José Campaña     |
| 9  | TĐ | Tây Ban Nha | Marc Cardona     |
| 10 | TV | Tây Ban Nha | Alberto Moleiro  |
| 11 | TĐ | Tây Ban Nha | Benito Ramírez   |
| 12 | TV | Pháp        | Enzo Loiodice    |
| 13 | TM | Croatia     | Dinko Horkaš     |
| 14 | TV | Tây Ban Nha | Manu Fuster      |

| Số | VT | Quốc gia    | Cầu thủ                             |
| -- | -- | ----------- | ----------------------------------- |
| 15 | HV | Scotland    | Scott McKenna                       |
| 16 | TĐ | Scotland    | Oli McBurnie                        |
| 17 | TĐ | Tây Ban Nha | Jaime Mata                          |
| 18 | TV | Tây Ban Nha | Viti Rozada                         |
| 19 | TĐ | Tây Ban Nha | Sandro Ramírez                      |
| 20 | TV | Tây Ban Nha | Kirian Rodríguez (đội trưởng)       |
| 21 | TV | Tây Ban Nha | Iván Gil                            |
| 22 | HV | Hà Lan      | Daley Sinkgraven                    |
| 23 | HV | Tây Ban Nha | Álex Muñoz                          |
| 24 | TV | Bỉ          | Adnan Januzaj (mượn từ Sevilla)     |
| 25 | TM | Tây Ban Nha | Álvaro Valles                       |
| 28 | HV | Tây Ban Nha | Juanma Herzog                       |
| —  | TV | Bồ Đào Nha  | Dário Essugo (mượn từ Sporting CP)  |
| —  | TĐ | Bồ Đào Nha  | Fábio Silva (mượn từ Wolverhampton) |

### Đội dự bị
Ghi chú: Quốc kỳ chỉ đội tuyển quốc gia được xác định rõ trong điều lệ tư cách FIFA. Các cầu thủ có thể giữ hơn một quốc tịch ngoài FIFA.
| Số | VT | Quốc gia  | Cầu thủ            |
| -- | -- | --------- | ------------------ |
| 27 | HV | Argentina | Valentín Pezzolesi |
| 30 | TM | Argentina | Álvaro Killane     |

### Cho mượn
Ghi chú: Quốc kỳ chỉ đội tuyển quốc gia được xác định rõ trong điều lệ tư cách FIFA. Các cầu thủ có thể giữ hơn một quốc tịch ngoài FIFA.
| Số | VT | Quốc gia    | Cầu thủ                                                  |
| -- | -- | ----------- | -------------------------------------------------------- |
| —  | HV | Tây Ban Nha | Enrique Clemente (tại Zaragoza đến 30/6/2025)            |
| —  | HV | Tây Ban Nha | Gabriel Palmero (tại Gimnástica Segoviana đến 30/6/2025) |
| —  | TV | Bờ Biển Ngà | Aboubacar Bassinga (tại Mirandés đến 30/6/2025)          |
| —  | TĐ | Tây Ban Nha | Ale García (tại Atlético Madrid B đến 30/6/2025)         |

| Số | VT | Quốc gia    | Cầu thủ                                           |
| -- | -- | ----------- | ------------------------------------------------- |
| —  | TĐ | Cameroon    | Iván Cédric (tại Barcelona Atlètic đến 30/6/2025) |
| —  | TĐ | Tây Ban Nha | Johan Guedes (tại Celta Fortuna đến 30/6/2025)    |
| —  | TĐ | Guinée      | Sory Kaba (tại Elche đến 30/6/2025)               |

## Nhân sự

### Nhân viên kỹ thuật hiện tại
| Chức vụ                         | Tên                           |
| ------------------------------- | ----------------------------- |
| HLV trưởng                      | Luis Carrión                  |
| Trợ lý HLV                      | Álex García Albert Peris      |
| HLV thể hình                    | David Gómez                   |
| Trợ lý kỹ thuật                 | Momo                          |
| HLV thủ môn                     | José Yepes                    |
| Đại diện                        | Rubén Fontes                  |
| Đại diện trận đấu               | Norberto Rodríguez            |
| Trang phục                      | Alberto Romero José Ramírez   |
| Phòng bếp                       | Sergio Oscar                  |
| Bác sĩ                          | Diosdado Bolaños              |
| Bác sĩ vật lý trị liệu trưởng   | Juan Naranjo                  |
| HLV thể hình phục hồi chức năng | Andrés Pérez                  |
| Chuyên gia vật lý trị liệu      | Raúl Quintana Kilian Santiago |

Cập nhật lần cuối: ngày 21/9/2022
Nguồn: 

### Cho mượn
Ghi chú: Quốc kỳ chỉ đội tuyển quốc gia được xác định rõ trong điều lệ tư cách FIFA. Các cầu thủ có thể giữ hơn một quốc tịch ngoài FIFA.
| Số | VT | Quốc gia    | Cầu thủ                                                 |
| -- | -- | ----------- | ------------------------------------------------------- |
| —  | HV | Tây Ban Nha | Alejandro Palanca (cho Ponferradina mượn đến 30/6/2024) |
| —  | HV | Tây Ban Nha | Enrique Clemente (cho Racing Ferrol mượn đến 30/6/2024) |

| Số | VT | Quốc gia    | Cầu thủ                                       |
| -- | -- | ----------- | --------------------------------------------- |
| —  | TĐ | Tây Ban Nha | Ale García (cho Antequera mượn đến 30/6/2024) |
| —  | TĐ | Tây Ban Nha | Joel del Pino (cho Avilés mượn đến 30/6/2024) |